# Sodus Point
 (novembre 2017).
Si vous disposez d'ouvrages ou d'articles de référence ou si vous connaissez des sites web de qualité traitant du thème abordé ici, merci de compléter l'article en donnant les références utiles à sa vérifiabilité et en les liant à la section « Notes et références ».
Le village de Sodus Point est situé dans le comté de Wayne dans l'État de New York, au bord du lac Ontario. Il fait partie de la ville de Sodus.
Lors du recensement de 2010, sa population s'élevait à 900 habitants.